# L'Acteur grec
L'Acteur grec est une sculpture réalisée par Charles-Arthur Bourgeois en 1868 qui est située dans le jardin du Luxembourg à Paris.

## Sujet
La sculpture représente un acteur de théâtre de la Grèce antique qui déclame son texte, lisant le manuscrit qu'il tient de sa main gauche. Il porte un masque relevé sur le front et une peau de mouton lui entoure les reins.

## Histoire
Charles-Arthur Bourgeois présente ce bronze au Salon de 1868. L'État l'acquiert en 1873 et la sculpture est montrée à l'Exposition universelle de 1878 où elle obtient une médaille de troisième classe.
D’abord érigée au théâtre de l’Odéon, elle agrémente peu après le jardin du Luxembourg. Elle est placée au bout d'une pelouse en longueur qui se trouve dans l'axe de la rue Soufflot ; L'Acteur grec se détache ainsi du dôme du Panthéon.